# Valle Lomellina
Valle Lomellina est une commune italienne de la province de Pavie, dans la région Lombardie.

## Administration
| Période                                  | Période | Identité | Étiquette | Qualité |
| ---------------------------------------- | ------- | -------- | --------- | ------- |
|                                          |         |          |           |         |
| Les données manquantes sont à compléter. |         |          |           |         |

### Hameaux
Bordignana, Cascina d'Allona, Cascina dei Risi.

### Communes limitrophes
Breme, Candia Lomellina, Cozzo, Sartirana Lomellina, Semiana, Velezzo Lomellina, Zeme.

## Jumelages
Valle Lomellina est jumelée avec :
- Fourques (France) depuis 1998.